# Шарп, Уильям
Уильям Форсайт Шарп (англ. William Forsyth Sharpe; род. 16 июня 1934, Бостон, Массачусетс) — американский экономист. Лауреат Нобелевской премии 1990 г. «за работы по теории финансовой экономики». Окончил Калифорнийский университет в Лос-Анджелесе, степень доктора получил там же (1961). Преподавал в Вашингтонском, Калифорнийском и Стэнфордском университетах.
Шарп был одним из создателей модели ценообразования активов. Он также создал коэффициент Шарпа — показатель эффективности инвестиционного портфеля (актива), который вычисляется как отношение средней премии за риск к среднему отклонению портфеля. Шарп внес вклад в разработку биномиальной модели оценивания опционов, градиентного метода для оптимизации распределения активов.

## Биография и вклад в науку
Уильям Шарп родился 16 июня 1934 года в Бостоне, штат Массачусетс. Поскольку его отец был в Национальной гвардии, семья переезжала несколько раз во время Второй мировой войны, пока они окончательно не обосновались в Риверсайд, Калифорния. Шарп провел остаток своего детства и юности в Риверсайде, окончив Риверсайдскую политехническую среднюю школу в 1951 году. Затем он поступил в Калифорнийский университет в Беркли и планировал продолжить учебу в медицине. Тем не менее, в первый год обучения он решил перевестись в Калифорнийский университет в Лос-Анджелесе для изучения бизнес-администрирования. Поняв, что изучение бухгалтерского дела ему не очень интересно, Шарп наконец определился и остановился на специальности «Экономика».
Во время учебы в университете на него большое влияние оказали два профессора: Армен Алчиан, профессор экономики, который стал его наставником, и Фред Уэстон, профессор финансов, который впервые познакомил его с работами Гарри Марковица по портфельной теории.
В 1961 году Шарп начал преподавать в Вашингтонском университете. Он начал проводить исследования по обобщению результатов в своей диссертации по теории равновесия цен на активы, работу, которая положила начало созданию модели ценообразования активов. Он отправил документ, в котором описал CAPM, в «Журнал финансов» в 1962 году. Однако по иронии судьбы статью, которая стала одной из основ финансовой экономики, изначально посчитали неуместной и отказались от публикации. Шарпу пришлось дождаться, когда редакционный состав изменится, и в 1964 году его статья была опубликована.
В 1968 году Шарп переехал в Калифорнийский университет в Ирвайне, но пробыл там всего два года, а в 1970 году переехал в Стэнфордский университет. Преподавая в Стэнфорде, Шарп продолжал исследования в области инвестиций, в частности по распределению портфеля и пенсионным фондам. Он также принимал непосредственное участие в инвестиционном процессе, предлагая консультации для Merrill Lynch и Wells Fargo, таким образом, имея возможность применять на практике предписания финансовой теории. В 1986 году в сотрудничестве с компанией Frank Russell он основал компанию Sharpe-Russell Research, специализирующуюся на предоставлении исследовательских и консультационных услуг по вопросам распределения активов.
Шарп также был президентом Американской финансовой ассоциации. В 1989 году он ушел с преподавательской должности, сохранив звание почётного профессора финансов в Стэнфорде, и решил сосредоточиться на своей консалтинговой фирме, которая теперь называется William F. Sharpe Associates. В 1996 году он основал Financial Engines (FNGN), которая использует технологии для реализации многих финансовых теорий в управлении портфелем.
С 2009 года Шарп был сторонником стратегий «адаптивного распределения активов», которые стремятся использовать последние рыночные тенденции для оптимизации распределения активов и, таким образом, максимизировать доходность и уменьшить волатильность.

## Основные произведения
- «Экономическая теория компьютеров» (Economics of Computers, 1969);
- «Теория портфеля и рынки капиталов» (Portfolio Theory and Capital Markets, 1970);
- Уильям Ф. Шарп, Гордон Дж. Александер, Джеффри В. Бэйли. Инвестиции = Investments (with Gordon J. Alexander and Jeffrey Bailey), Prentice-Hall, 1999. — М.: Инфра-М, 2021. — 1028 с. — ISBN 978-5-16-002595-7..